# Rajon Polohy
Der Rajon Polohy (ukrainisch Пологівський район/Polohiwskyj rajon; russisch Пологовский район/Pologowski rajon) ist eine Verwaltungseinheit im Nordosten der Oblast Saporischschja im Südosten der Ukraine, der Verwaltungssitz ist die Stadt Polohy.

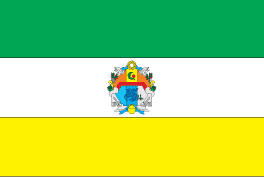
Flagge der Region

## Geschichte
Der Rajon wurde am 7. März 1923 gegründet, seit 1991 ist er Teil der heutigen Ukraine.
Am 17. Juli 2020 kam es im Zuge einer großen Rajonsreform zur Auflösung des alten Rajons und einer Neugründung unter Vergrößerung des Rajonsgebietes um die Rajone Bilmak, Huljajpole, Rosiwka und Tokmak, der südlichen Teile des Rajons Orichiw sowie der bis dahin unter Oblastverwaltung stehenden Stadt Tokmak.

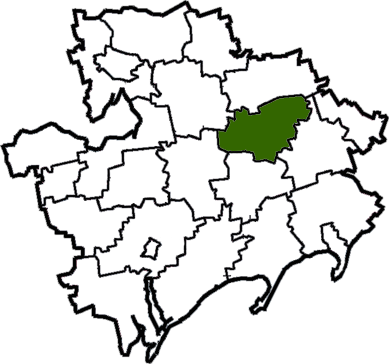
Rajon Polohy bis Juli 2020
Rajonsgebiet ab Juli 2020

## Geographie
Der Rajon liegt im Nordosten der Oblast Saporischschja und grenzt im Norden an den Rajon Synelnykowe (in der Oblast Dnipropetrowsk gelegen), im Nordosten und Osten an den Rajon Wolnowacha (in der Oblast Donezk gelegen), im Südosten an den Rajon Mariupol (Oblast Donezk), im Süden an den Rajon Berdjansk, im Südwesten an den Rajon Melitopol, im Westen an den Rajon Wassyliwka sowie im Westen an den Rajon Saporischschja.
Bis Juli 2020 grenzte er im Norden an den Rajon Huljajpole, im Osten an den Rajon Bilmak, im Süden an den Rajon Tschernihiwka, im Südwesten an den Rajon Tokmak und im Nordwesten an den Rajon Orichiw.
Die größten Flüsse im Rajon sind die Kinska, ein 146 km langer, linker Nebenfluss des Dnepr und der Hajtschul (Гайчул), ein 130 km langer Nebenfluss der Wowtscha.

## Administrative Gliederung
Auf kommunaler Ebene ist der Rajon in 15 Hromadas (5 Stadtgemeinden, 3 Siedlungsgemeinden und 7 Landgemeinden) unterteilt, denen jeweils einzelne Ortschaften untergeordnet sind.
Zum Verwaltungsgebiet gehören:
- 5 Städte
- 4 Siedlungen städtischen Typs
- 227 Dörfer
- 4 Ansiedlungen

Die Hromadas sind im Einzelnen:
- Stadtgemeinde Polohy
- Stadtgemeinde Huljajpole
- Stadtgemeinde Molotschansk
- Stadtgemeinde Orichiw
- Stadtgemeinde Tokmak
- Siedlungsgemeinde Kamjanka
- Siedlungsgemeinde Komysch-Sorja
- Siedlungsgemeinde Rosiwka
- Landgemeinde Fedoriwka
- Landgemeinde Mala Tokmatschka
- Landgemeinde Malyniwka
- Landgemeinde Preobraschenka
- Landgemeinde Smyrnowe
- Landgemeinde Wosdwyschiwka
- Landgemeinde Woskressenka

Bis Juli 2020 war er auf kommunaler Ebene in eine Stadt und 11 Landratsgemeinden unterteilt, denen jeweils einzelne Ortschaften untergeordnet waren.
Zum Verwaltungsgebiet gehörten:
- 1 Stadt
- 36 Dörfer
- 1 Ansiedlung

### Städte
| Städte                   | Städte     | Städte          |
| Name                     | Name       | Name            |
| ukrainisch transkribiert | ukrainisch | russisch        |
| ------------------------ | ---------- | --------------- |
| Polohy                   | Пологи     | Пологи (Pologi) |

### Dörfer und Siedlungen
| Dörfer                               | Dörfer                 | Dörfer                                          | Dörfer            |
| Name                                 | Name                   | Name                                            | Gemeindezuordnung |
| ukrainisch transkribiert             | ukrainisch             | russisch                                        | Gemeindezuordnung |
| ------------------------------------ | ---------------------- | ----------------------------------------------- | ----------------- |
| Andrijiwske                          | Андріївське            | Андреевское (Andrejewskoje)                     | Tarassiwka        |
| Bahate                               | Багате                 | Богатое (Bogatoje)                              | Inschenerne       |
| Balotschky                           | Балочки                | Балочки (Balotschki)                            | Fedoriwka         |
| Bassan                               | Басань                 | Басань (Bassan)                                 | Bassan            |
| Burlazke                             | Бурлацьке              | Бурлацкое (Burlazkoje)                          | Fedoriwka         |
| Chliborobne                          | Хліборобне             | Хлеборобное (Chleborobnoje)                     | Fedoriwka         |
| Dmytriwske                           | Дмитрівське            | Дмитровское (Dmitrowskoje)                      | Semeniwka         |
| Fedoriwka (bis 2016 Tschubariwka)    | Федорівка (Чубарівка)  | Фёдоровка (Fjodorowka)/Чубаревка (Tschubarewka) | Fedoriwka         |
| Hryhoriwka                           | Григорівка             | Григоровка (Grigorowka)                         | Hryhoriwka        |
| Inschenerne                          | Інженерне              | Инженерное (Inschenernoje)                      | Inschenerne       |
| Iwana Franka                         | Івана Франка           | Ивана Франко (Iwana Franko)                     | Polohy (Dorf)     |
| Kinski Rosdory                       | Кінські Роздори        | Конские Раздоры (Konskije Rasdory)              | Woskressenka      |
| Kostjantyniwka                       | Костянтинівка          | Константиновка (Konstantinowka)                 | Kostjantyniwka    |
| Krasnoseliwka                        | Красноселівка          | Красносёловка (Krasnosjolowka)                  | Fedoriwka         |
| Losowe                               | Лозове                 | Лозовое (Losowoje)                              | Woskressenka      |
| Meschyritsch                         | Межиріч                | Межирич (Meschiritsch)                          | Nowoseliwka       |
| Nowa Datscha                         | Нова Дача              | Новая Дача (Nowaja Datscha)                     | Semeniwka         |
| Nowofedoriwka                        | Новофедорівка          | Новофёдоровка (Nowofjodorowka)                  | Inschenerne       |
| Nowokarliwka                         | Новокарлівка           | Новокарловка (Nowokarlowka)                     | Inschenerne       |
| Nowoseliwka                          | Новоселівка            | Новосёловка (Nowosjolowka)                      | Nowoseliwka       |
| Oscherelne (bis 2016 Uljanowka)      | Ожерельне (Ульяновка)  | Ожерельное (Oscherelnoje)/Ульяновка (Uljanowka) | Bassan            |
| Pawliwske                            | Павлівське             | Павловское (Pawlowskoje)                        | Inschenerne       |
| Polohy                               | Пологи                 | Пологи (Pologi)                                 | Polohy (Dorf)     |
| Reschetyliwske                       | Решетилівське          | Решетиловское (Reschetilowskoje)                | Kostjantyniwka    |
| Romaniwske                           | Романівське            | Романовское (Romanowskoje)                      | Tarassiwka        |
| Schewtschenka                        | Шевченка               | Шевченко (Schewtschenko)                        | Nowoseliwka       |
| Schewtschenkowe                      | Шевченкове             | Шевченково (Schewtschenkowo)                    | Tarassiwka        |
| Semeniwka                            | Семенівка              | Семёновка (Semjonowka)                          | Semeniwka         |
| Solota Poljana                       | Золота Поляна          | Золотая Поляна (Solotaja Poljana)               | Fedoriwka         |
| Ternowe                              | Тернове                | Терновое (Ternowoje)                            | Fedoriwka         |
| Tschkalowa                           | Чкалова                | Чкалово (Tschkalowo)                            | Fedoriwka         |
| Tarassiwka                           | Тарасівка              | Тарасовка (Tarassowka)                          | Tarassiwka        |
| Tschumazke                           | Чумацьке               | Чумацкое (Tschumazkoje)                         | Kostjantyniwka    |
| Ukrajinske                           | Українське             | Украинское (Ukrainskoje)                        | Inschenerne       |
| Werbowe                              | Вербове                | Вербовое (Werbowoje)                            | Werbowe           |
| Woskressenka (bis 2016 Tschapajewka) | Воскресенка (Чапаєвка) | Воскресенка/Чапаевка (Tschapajewka)             | Woskressenka      |
| Siedlungen                           |                        |                                                 |                   |
| Mahedowe                             | Магедове               | Магедово (Magedowo)                             | Woskressenka      |